# 基尔火车总站
基尔火车总站（德語：Kiel Hauptbahnhof）是德国石勒苏益格-荷尔斯泰因州府基尔最重要的铁路车站，并以日均约25000人次的旅客到发量而成为该州第二大站点，仅次于吕贝克火车总站。它是一个尽头站，三跨式的月台大堂有120米长、55米宽，可通往全电气化的八条股道。车站周边地区也是基尔造访人数最多的地方，日均约有100000人出入车站的巴士设施以及站前广场。
车站是前往汉堡、吕贝克、弗伦斯堡和胡苏姆的铁路线的起点，也是普伦和埃肯弗德等周边市镇的列车服务枢纽。它毗邻基尔峡湾，距离通往奥斯陆和哥德堡的渡轮码头仅数百米远。

## 历史

### 1843－1902年的原址和新建的现址

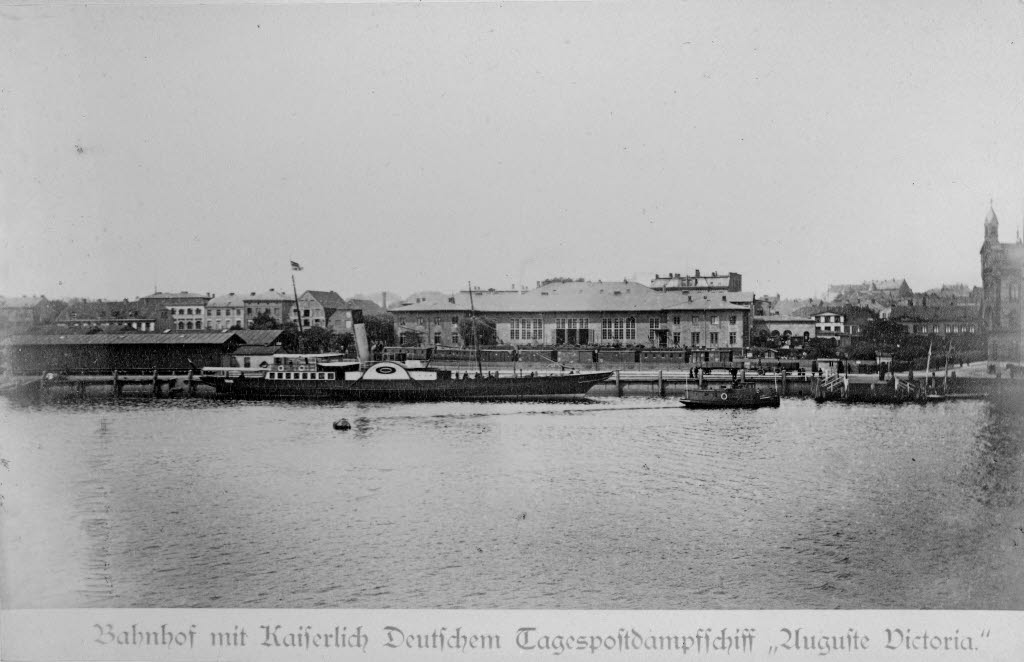
1844年从东部水面上拍摄的基尔车站

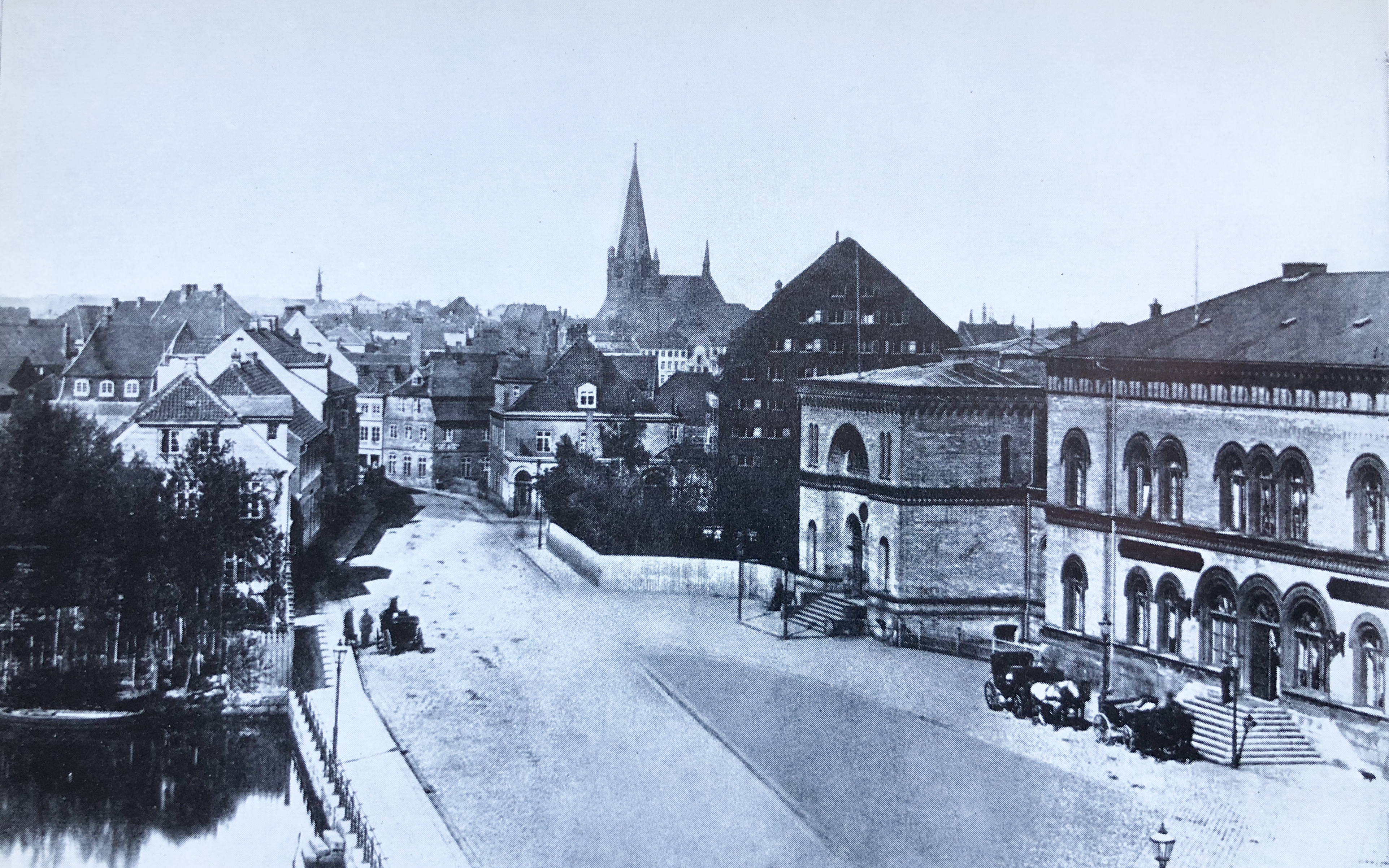
1865年，砖塘（左）与车站（右）相对

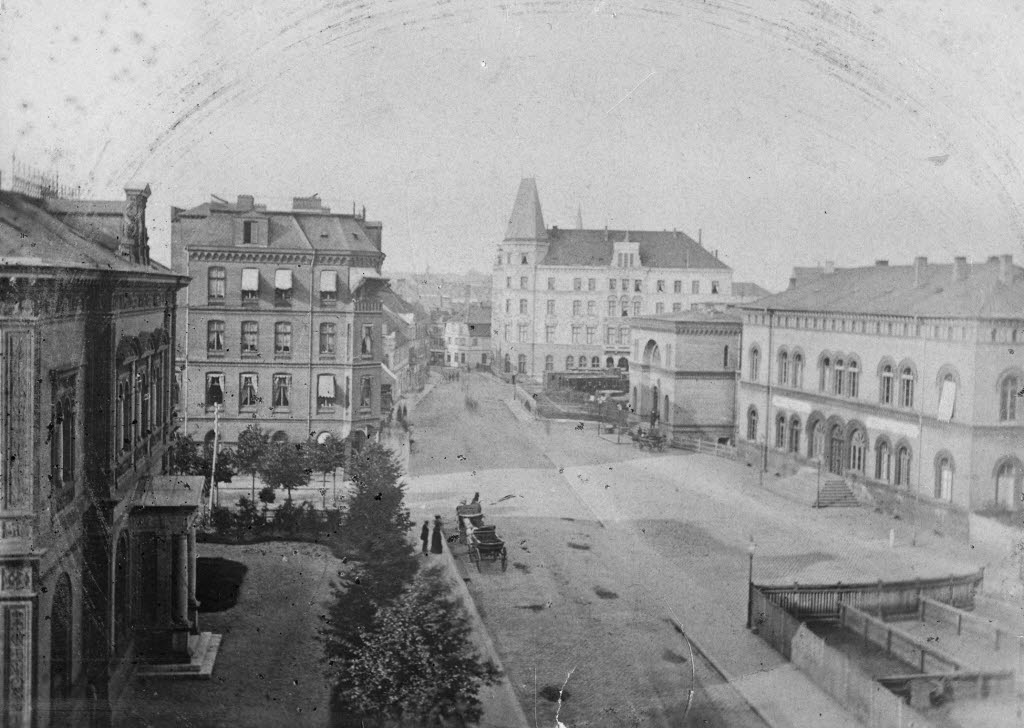
1885年的基尔车站（右）

首座基尔车站是在1843年至1846年间，建于距现址以北约500米的砖塘（1865年至1876年间填平）畔。那是一座两层建筑。它位于如今的施特雷泽曼广场（Stresemannplatz）西端，并一直延伸至安德烈亚斯·盖克街（Andreas-Gayk-Straße）31号建筑（邮政总局/旅游信息中心）。其轨道则沿着如今的奥古斯塔·维多莉亚街（Auguste-Victoria-Straße）伸展，直抵延森街（Jensenstraße），后者将如今已成为安德烈亚斯·盖克街的克林克街（Klinkestraße）通过码头街连接在一起，并由此横穿如今邮政总局的内院。
这座车站无法应对日益增长的交通需求，特别是当基尔于1871年被宣布为帝国军港之后。而当前的站址则可改善通往港口的街道交通便利性，它于1895年开建。当时四线尽头站的西侧部分（3道和4道）于1899年完工。在那之前，列车仍然会穿过东翼的空隙去往旧车站。新站通车后，去往旧车站的交通停运，东翼（1道和2道）也随之于1900年落成。旧车站于1902年拆除。在车站大楼东侧，“帝王阶梯”（Kaisertreppe）与蜿蜒的引道相结合，可以最短的路径抵达带有皇家游艇码头的海港池。漫长的西翼（5道和6道）建造工程直至1911年才最终完工，因为基尔城市修道院设于当地的一所济贫院必须先作拆除。
1927年10月2日，此前仅被冠名“基尔”的车站正式获颁“基尔火车总站”称谓。
1944年，盟军在一次轰炸袭击中严重破坏了火车总站及其相邻的宏伟建筑。自1950年起，车站以简化的形式进行重建。由于在车站大楼的东侧建造了一家餐厅，因此帝王阶梯无法再作为通道使用。

### 1949－1999年车站周围的变化

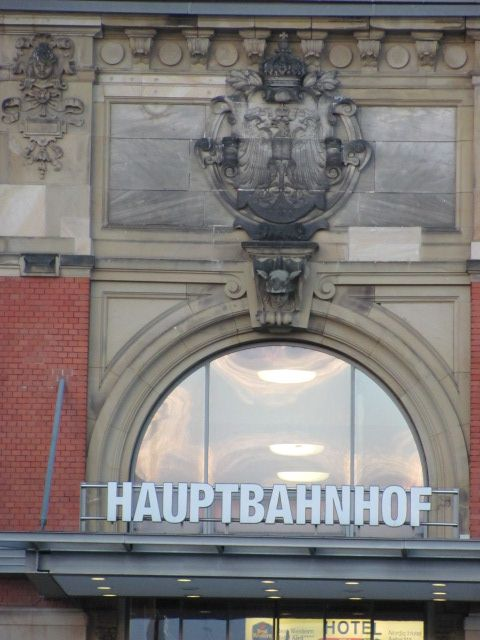
东入口原皇家候车区上方的鹰像

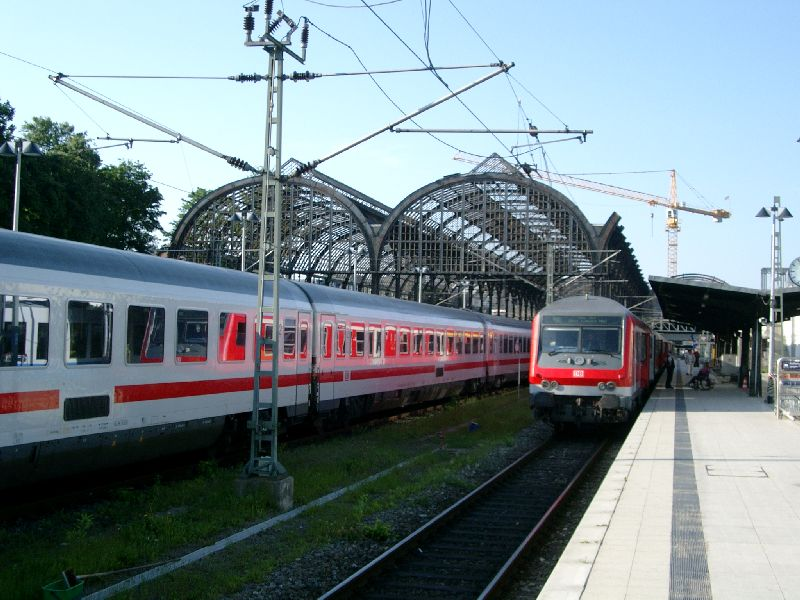
2003年改造期间的车站

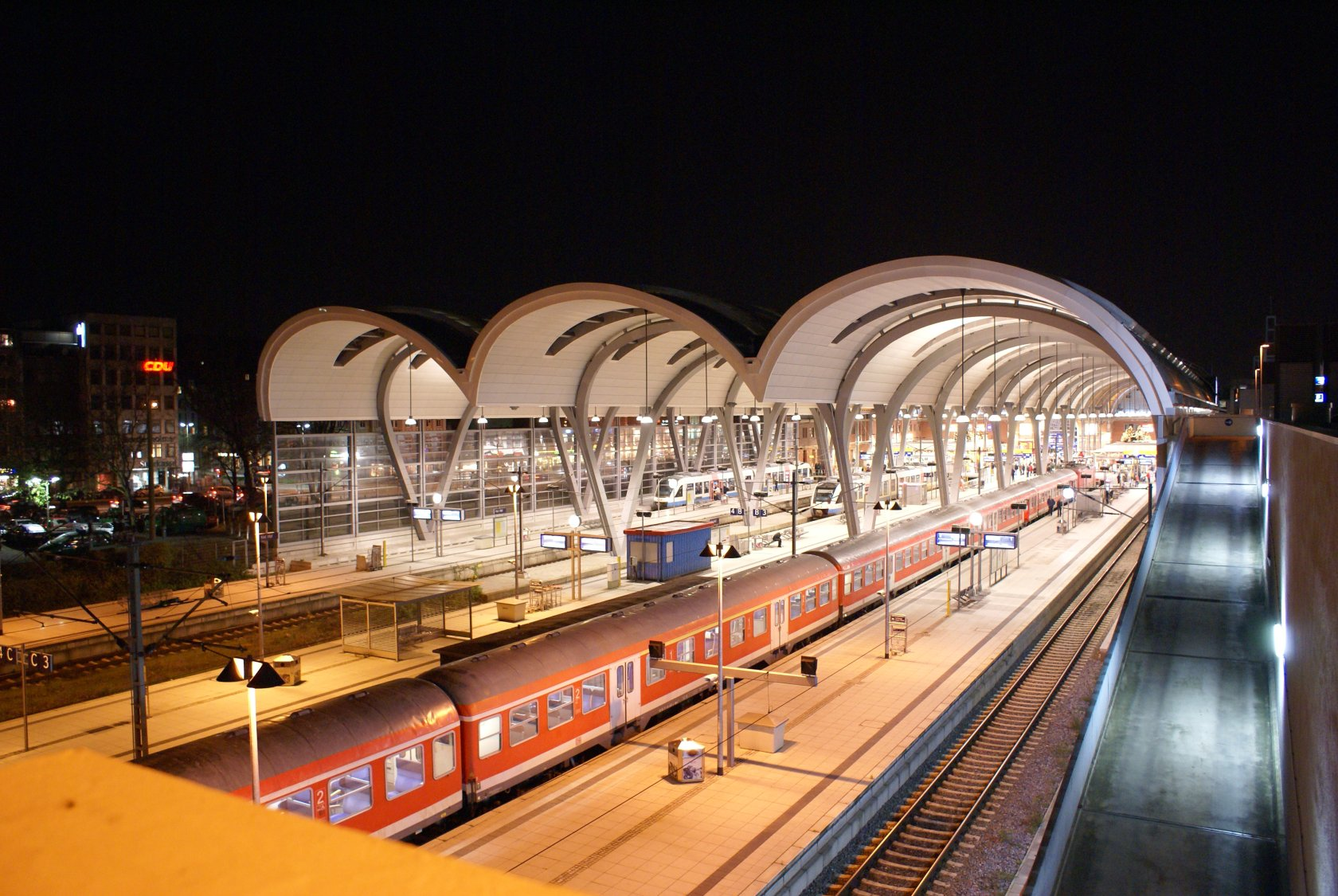
车站夜景

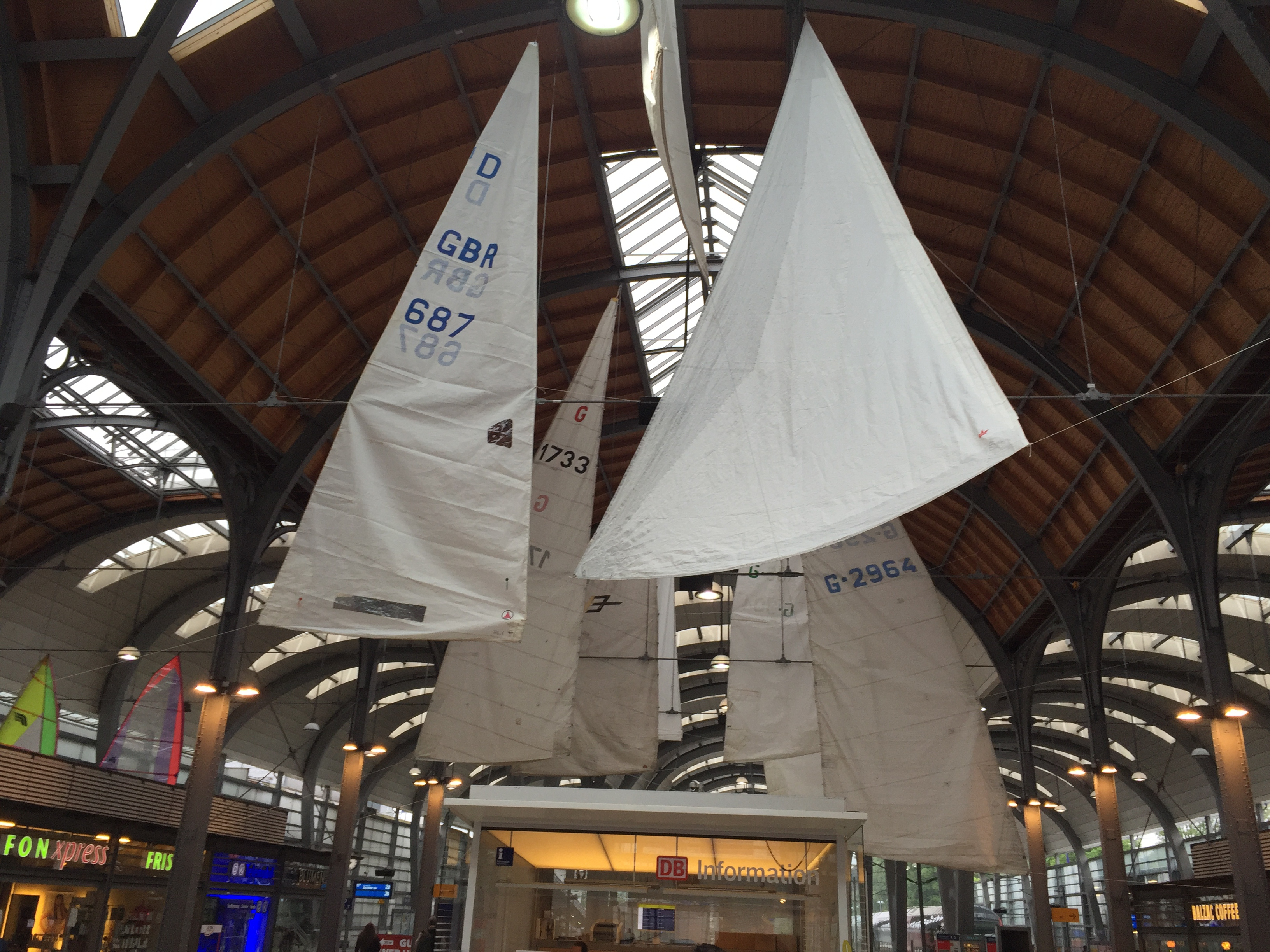
车站大堂的装饰

车站的周边区域在1950年代进行了重新设计。尤其是与车站西侧相连的苏菲叶街（Sophienblatt）进行了广泛的路面拓宽。为此，与之毗邻、始建于1793年的圣于尔根陵园内的遗骸需要迁坟，而1904年落成的圣于尔根教堂则被拆除。
为了迎接1972年夏季奥运会，当局在站前广场北侧建造了一座高架停车层，其下方则设有长途汽车总站（Zentrale Omnibusbahnhof，简称ZOB）。在车站大楼和汽车总站之间经由站前广场相连的人行道是由带顶篷的轻钢结构步梯所组成，它从车站的主出入口拱门伸出，并架高延伸至对面的停车层。站内的月台横道以及入口大堂周围设有各类贩卖亭，此外，在历史性的原入口大堂（北入口）和相邻的候车厅内均加建了一层，使得历史性空间的高度降低了一半。对于1988年落成的购物中心苏菲霍夫，车站大楼也设立有一条连接步道，这损害了建筑的结构。同样的情况还可见于北入口大堂左右两侧的两个已封闭的步梯，基尔人因其外观而将之谑称为“BH”。
东部面向港口的一侧于1994至1995年间建造了CAP体验中心，当中设有多家餐厅和一家大型电影院。它可以从最东端站台的通道直接进出。CAP已于2010年进行了第二次翻新，基本上是对通道和入口范围进行带本土特色的改动，并在近几年来增加了保龄球馆和迪斯科舞厅等设施。
1995年，通往汉堡的铁路线实现电气化。自那时起，每天都有ICE列车在此起讫。

### 1999年以来的车站改造
1999年，车站进行了全面改造，其中包括一个全新的接待大厅。历史性入口大堂的中间夹层被拆除，得以恢复以往的空间高度。通往ZOB的步梯以及车站北侧的外部走道已被拆除而无需更换，而通往苏菲霍夫的人行道则被钢和玻璃结构所取代。在2004年6月的基尔赛船周到来之际，经过重新设计的站前广场和月台横道旁的接待大厅携众多商户隆重开业。车站东侧的帝王阶梯也得到重新修复。由于财政和技术困难，改造工程曾历经多次中断，直至2005年6月随着新月台大厅的竣工才宣告完结；旧车站大厅在经过翻新后仅有月台横道的上部得到保留。改造的总成本约为6000万欧元，其中月台大厅的费用估计约为3000万欧元。停车层及其下方运营至2016年的ZOB，其面积于2009至2010年间从南侧往车站的方向缩减（部分拆除）了三分之一，并在那里建造了一座名为“大西洋”（Atlantic）的连锁酒店（2010年6月开业，造价约为2300万欧元）。

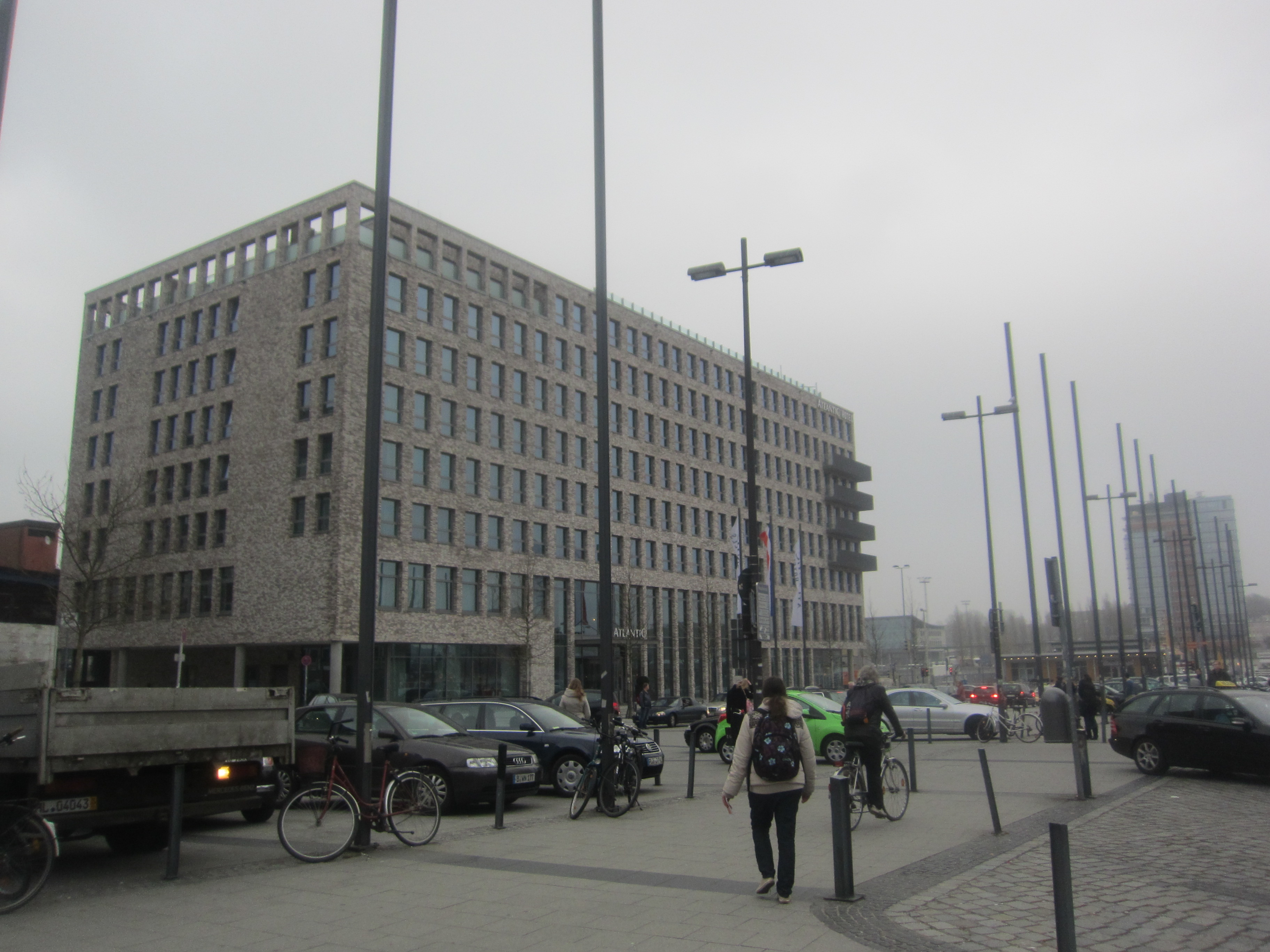
车站对面的大西洋酒店

自2013年起，车站再度进行改造，设立了2b和6b号轨道。2b道是在1道和2道月台的室外创建的，该月台已被改造为舌形月台；在5道和6道月台上创建的6b道同样也是如此。车站需要这些月台来处理基尔－伦茨堡以及基尔－申贝格线路上的加班列车到发工作。 改造工程已于2014年10月完结。
2016年，在ZOB上方曾与车站相连的停车层被拆除，为以下新建筑腾出空间：一个全新的、面朝施特雷泽曼广场的更狭窄停车场；一个位于奥古斯塔·维多莉亚街上的全新ZOB，以及一座位于码头街上的大西洋连锁酒店，它们与既有建筑呈直角分布。

## 运输联系

### 长途运输
| 路线   | 经由 | 经由 | 频率     |
| ------ | --- | --- | -------- |
| ICE 20 | 基尔 － 汉堡 － 汉诺威 － 卡塞尔-威廉丘 － 法兰克福 － 曼海姆 － 卡尔斯鲁厄 － 弗赖堡 － 巴塞尔巴登 － 苏黎世 | 基尔 － 汉堡 － 汉诺威 － 卡塞尔-威廉丘 － 法兰克福 － 曼海姆 － 卡尔斯鲁厄 － 弗赖堡 － 巴塞尔巴登 － 苏黎世 | 个别班次 |
| ICE 22 | 基尔 － 汉堡 － 汉诺威 － 卡塞尔-威廉丘 － 法兰克福 － 法兰克福机场 － 曼海姆 － 斯图加特                     | 基尔 － 汉堡 － 汉诺威 － 卡塞尔-威廉丘 － 法兰克福 － 法兰克福机场 － 曼海姆 － 斯图加特                     | 个别班次 |
| ICE 31 | 基尔 － 汉堡 － 不来梅 － 奥斯纳布吕克 － 多特蒙德 － 科隆 － 波恩 － 美因茨 － 法兰克福 －                   | 维尔茨堡 － 纽伦堡 － 慕尼黑 / 帕绍                                                                           | 个别班次 |
| ICE 31 | 基尔 － 汉堡 － 不来梅 － 奥斯纳布吕克 － 多特蒙德 － 科隆 － 波恩 － 美因茨 － 法兰克福 －                   | 曼海姆 － 卡尔斯鲁厄 － 弗赖堡 － 巴塞尔瑞士                                                                  | 每日一班 |
| EC 27  | 基尔 － 汉堡 － 柏林 － 德累斯顿 － 杰钦 － 布拉格                                                            | 基尔 － 汉堡 － 柏林 － 德累斯顿 － 杰钦 － 布拉格                                                            | 个别班次 |
| IC 31  | 基尔 － 汉堡 － 不来梅 － 奥斯纳布吕克 － 多特蒙德 － 科隆 － 波恩 － 美因茨 － 法兰克福 － 维尔茨堡 －       | 纽伦堡 － 帕绍                                                                                                | 个别班次 |
| IC 31  | 基尔 － 汉堡 － 不来梅 － 奥斯纳布吕克 － 多特蒙德 － 科隆 － 波恩 － 美因茨 － 法兰克福 － 维尔茨堡 －       | 奥格斯堡 － 慕尼黑                                                                                            | 个别班次 |

### 区域运输
| 路线  | 经由 | 大纲线路 | 运营车辆                                   | 运营商       |
| ----- | --- | -------- | ------------------------------------------ | ------------ |
| RE 7  | 弗伦斯堡 / 基尔 － 弗林特贝克 － 博德斯霍尔姆 － 艾因费尔德 － 新明斯特 － （埃尔姆斯霍恩 － 汉堡-达姆门 － 汉堡）                                                                      | 103      | 庞巴迪Twindexx                             | 德铁区域石荷 |
| RE 70 | 基尔 － 博德斯霍尔姆 － 新明斯特 － 布罗克施泰特 － 弗里斯特 － 埃尔姆斯霍恩 － 汉堡-达姆门 － 汉堡                                                                                     | 103      | 112型机车 + 6-7节双层车厢 / 庞巴迪Twindexx | 德铁区域石荷 |
| RE 72 | 基尔 － 苏克斯多夫 － 盖托夫 － 埃肯弗德 － 里瑟比 － 南布拉鲁普 － 瑟鲁普 － 胡斯比 － 弗伦斯堡                                                                                        | 146      | 1 × LINT 41                                | 德铁区域石荷 |
| RB 73 | 基尔 － 基尔-哈泽CITTI公园 － 克龙斯哈根 － 苏克斯多夫 － 盖托夫 － 埃肯弗德 | 146      | 1 × LINT 41                                | 德铁区域石荷 |
| RE 74 | 基尔 － 费尔德 － 伦茨堡 － 奥施拉格 － 石勒苏益格 － 于贝克 － 胡苏姆 | 134      | 1 × LINT 41                                | 德铁区域石荷 |
| RB 75 | 基尔 － 基尔-哈泽CITTI公园 － 基尔-鲁泽 － 梅尔斯多夫 － 阿赫特韦尔 － 费尔德 － 布雷登贝克 － 许尔多夫 － 伦茨堡                                                                       | 134      | 1 × LINT 41                                | 德铁区域石荷 |
| RB 76 | 基尔 － 基尔朗湖学校 － 基尔-埃勒贝克 － 奥彭多夫 | 133      | 1 × LINT 41                                | 德铁区域石荷 |
| RE 83 | 基尔 － 赖斯多夫 － 普雷茨 － 普伦 － 巴特马伦特-格雷姆斯米伦 － 奥伊廷 － 巴特施瓦陶 － 吕贝克 － 吕贝克高校区 － 吕贝克机场 － 拉策堡 － 默尔恩 － 比兴 － 劳恩堡 － 埃歇姆 － 吕讷堡 | 145      | 2 × LINT 41                                | 德铁区域石荷 |
| RB 84 | 基尔 － 基尔-埃尔姆申哈根 － 赖斯多夫 － 普雷茨 － 阿舍贝格 － 普伦 － 巴特马伦特-格雷姆斯米伦 － 奥伊廷 － 潘尼茨 － 潘斯多夫 － 巴特施瓦陶 － 吕贝克                                  | 145      | 1 × LINT 41                                | 德铁区域石荷 |